# Белведере (Римини)
Белведере је насеље у Италији у округу Римини, региону Емилија-Ромања.
Према процени из 2011. у насељу је живело 970 становника. Насеље се налази на надморској висини од 18 м.